# Peche Di
Peche Di es una modelo, bailarina, actriz, camarógrafa y agente de modelos transgénero. Fundó la primera agencia de modelos transgénero en los EE. UU., en la ciudad de Nueva York. Di nació en Bangkok, Tailandia. Después de ganar varios concursos, participó en el concurso America's Next Top Model en la ciudad de Nueva York.
En 2014, Di apareció en la portada del quinto aniversario de la revista C☆NDY junto con otras 13 mujeres transgénero
Di fundó Trans Models NYC, una agencia de modelos centrada en la representación transgénero en el modelaje, en mayo de 2015.